# Grevillea candelabroides
Grevillea candelabroides es un arbusto o pequeño árbol, endémico los terrenos arenosos entre Geraldton y Bahía Shark en Australia Occidental.

## Descripción
La espectacular y desagradable fragancia de sus flores, aparecen predominantemente en la primavera y el verano. Estas son blancas, erectas y aparecen en agrupaciones que parecen un candelabro (de ahí su nombre específico candelabroides). El arbusto puede alcanzar los cuatro metros de alto y de ancho.

## Taxonomía
Grevillea candelabroides fue descrita por Charles Austin Gardner y publicado en Journal of the Royal Society of Western Australia 47: 56. 1964.
Etimología
Grevillea, el nombre del género fue nombrado en honor de Charles Francis Greville, cofundador de la Real Sociedad de Horticultura.
Candelabroides: el epíteto se refiere a la disposición en paralelo de las flores blancas, como las velas en un candelabro ramificado.